# Тростянець (Шепетівський район)
Тростяне́ць — село в Україні, у Берездівській сільській громаді Шепетівського району Хмельницької області. Населення становить 243 особи.

## Географія
Село знаходиться на півночі Шепетівського району, на правому березі річки Корчик. Межує з Рівненським районом, Рівненської області.

## Історія
Село належало до збаразького ключа князів Чарторийських, пізніше Любомирським та Малинським.
Станом на початок 20 століття у селі було 42 будинки, 293 жителі, 346 десятин селянської землі.
У 1906 році село Берездівської волості Новоград-Волинського повіту Волинської губернії. Відстань від повітового міста 39 верст, від волості 11. Дворів 44, мешканців 335.
7 (20) листопада 1917 року, відповідно до Третього Універсалу Української Центральної Ради, увійшло до складу Української Народної Республіки.
12 червня 2020 року, відповідно до розпорядження Кабінету Міністрів України № 727-р «Про визначення адміністративних центрів та затвердження територій територіальних громад Хмельницької області», увійшло до складу Берездівської сільської громади.
19 липня 2020 року, в результаті адміністративно-територіальної реформи та ліквідації Славутського району, село увійшло до складу Шепетівського району.

## Населення
Згідно з переписом УРСР 1989 року чисельність наявного населення села становила 282 особи, з яких 128 чоловіків та 154 жінки.
За переписом населення України 2001 року в селі мешкало 239 осіб.
Станом на 1 січня 2011 року в селі проживало 140 осіб, в тому числі дітей дошкільного віку — 10, шкільного віку -19, громадян пенсійного віку — 103, працюючих громадян — 57.

### Мова
Розподіл населення за рідною мовою за даними перепису 2001 року:
| Мова       | Відсоток |
| ---------- | -------- |
| українська | 98,35 %  |
| російська  | 1,65 %   |

## Символіка
Затверджена 23 грудня 2016 р. рішенням № 15 XVII сесії сільської ради VII скликання. Тростини — символ назви села. Герб села є промовистим.

### Герб
У срібному щиті із лазурової шиповидної бази виходить зелений острів, на якому три зелених тростини в стовп. Щит вписаний в золотий декоративний картуш і увінчаний золотою сільською короною. Внизу картуша напис «ТРОСТЯНЕЦЬ».

### Прапор
Квадратне полотнище поділене горизонтально на три смуги — білу і відділені шиповидно синю і зелену — в співвідношенні 10:1:1. Із зеленої смуги виходять три зелених вертикальних тростини.